# Michael Barker

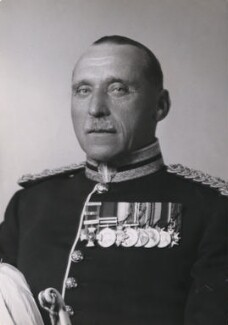
Generalleutnant Michael Barker

Michael George Henry Barker, CB, DSO&Bar, DL (* 15. Oktober 1884 in Wells, Somerset, England; † 21. Mai 1960 in Colchester, Essex, England) war ein britischer Offizier der British Army, der unter anderem als Generalleutnant während des Zweiten Weltkrieges zwischen März und April 1940 Oberkommandierender des Heereskommandos Aldershot sowie von April bis Mai 1940 Kommandierender General des I. Korps (I Corps) war.

## Leben

### Offiziersausbildung, Zweiter Burenkrieg und Erster Weltkrieg
Michael George Henry Barker, Sohn von Eustace Vere Piers Barker und Frances Elizabeth Bath, besuchte zwischen 1897 und 1902 das renommierte Malvern College und nahm 1902 als Angehöriger des 4. Bataillons des The East Surrey Regiment am Zweiten Burenkrieg teil und wurde für seine Verdienste mit der Queen’s South Africa Medal ausgezeichnet. Nach seiner Rückkehr wurde er am 4. Juli 1903 als Leutnant (Second Lieutenant) in das Royal Lincolnshire Regiment übernommen, einem Linieninfanterieregiment der regulären British Army. Dort erfolgte am 22. Dezember 1905 seine Beförderung zum Oberleutnant (Lieutenant). Er war vom 4. Mai 1910 bis zum 3. November 1913 Regimentsadjutant und nach seiner Beförderung zum Hauptmann (Captain) am 18. Dezember 1913 bis Mai 1915 Adjutant der Sonderreserve.
Im Laufe des Ersten Weltkrieges war er zwischen dem 15. Februar und 2. Juni 1916 kommissarischer Major (Temporary Major) im 11. Bataillons des an der Westfront in Belgien und Frankreich eingesetzten Linieninfanterieregiments West Yorkshire Regiment (Prince of Wales’s Own) (14th Foot). Nach der Ernennung zum kommissarischen Oberstleutnant (Temporary Lieutenant-Colonel) sowie gleichzeitig Verleihung des Brevet-Rangs eines Majors war er zwischen dem 3. Juni 1916 und dem 25. April 1918 Kommandeur (Commanding Officer) des 11. Bataillons des West Yorkshire Regiment (Prince of Wales’s Own) (14th Foot). Er wurde für seine Verdienste am 15. Juni 1916 sowie am 4. Januar 1917 im Kriegsbericht erwähnt (Mentioned in dispatches) und am 1. Januar 1917 erstmals mit dem Distinguished Service Order (DSO) ausgezeichnet. Des Weiteren erhielt er am 14. Juli 1917 das Ritterkreuz der Ehrenlegion. Er wurde vom 2. November 1917 bis zum 19. April 1918 mit seinem Bataillon nach Italien verlegt und wurde dort am 6. Dezember 1917 zum Major befördert. Er wurde am 18. Dezember 1917 zum dritten Mal im Kriegsbericht erwähnt und erhielt am 1. Januar 1918 eine Spange (Bar) zum DSO.
Am 26. April 1918 wurde Barker wieder an die Westfront nach Frankreich verlegt und war dort als kommissarischer Brigadegeneral (Temporary Brigadier General) bis zum 1. April 1919 Kommandeur der 53. Infanteriebrigade (53rd Infantry Brigade). In dieser Zeit wurde er am 30. Mai 1918 sowie am 23. Dezember 1918 erneut im Kriegsbericht erwähnt. Darüber hinaus wurde ihm am 1. Januar 1919 der Brevet-Rang eines Oberstleutnant (Brevet Lieutenant-Colonel) verliehen.

### Zwischenkriegszeit
Am 18. März 1920 wurde Michael Barker, der zuvor das Staff College Camberley besucht hatte, nach Britisch-Indien versetzt und fungierte dort zunächst bis zum 31. Januar 1921 als Zweiter Generalstabsoffizier im Stab der Britisch-Indischen Armee (British Army in India). Nachdem er am 4. Februar 1921 wieder kommissarischer Oberstleutnant wurde, war er bis zum 12. Februar 1924 Instrukteur an der Höheren Offiziersschule (Senior Officers’ School) im südwestindischen Belgaum. Nach Beendigung dieser Tätigkeit wurde er nach seiner Rückkehr in den Brevet-Rang eines Oberstleutnant zurückversetzt. Nachdem er am 22. März 1927 formell zum Oberstleutnant (Lieutenant-Colonel) befördert worden war, fungierte er zwischen dem 22. März 1927 und dem 21. März 1931 als Kommandeur des 2. Bataillons des York and Lancaster Regiment, einem Linieninfanterieregiment der British Army. Er wurde am 22. März 1931 zum Oberst (Colonel) befördert, wobei die Wirkung der Beförderung auf den 1. Januar 1923 zurückdatiert wurde. Daraufhin hatte er zwischen dem 2. April 1931 und dem 30. März 1933 die Posten als Assistierender Adjutant und Generalquartiermeister der zum Heereskommando Ost in Colchester stationierten 4. Division (Assistant Adjutant & Quartermaster-General, 4th Division) inne.
Als kommissarischer Brigadegeneral (Temporary Brigadier) war Barker vom 31. März 1933 bis zum 6. Juni 1936 Kommandeur der Royal Horse Guards des Heereskommandos Ost (Brigadier General Staff, Royal Horse Guards, Eastern Command). Am 7. Juni 1935 wurde er zum Generalmajor (Major-General) befördert und war zwischen dem 1. Oktober 1935 und dem 1. Dezember 1936 unter Halbsold vom aktiven Dienst freigestellt. Er war ferner zwischen dem 1. Juni 1936 und dem 20. März 1946 Regimentsoberst des York and Lancaster Regiment. Am 1. Dezember 1936 wurde er Leiter des Referates Rekrutierung und Organisation im Kriegsministerium (Director of Recruiting and Organization, War Office) und bekleidete diesen Posten bis zum 13. Juli 1939. Aufgrund seiner Verdienste wurde er am 1. Februar 1937 Companion des Order of the Bath (CB).

### Zweiter Weltkrieg

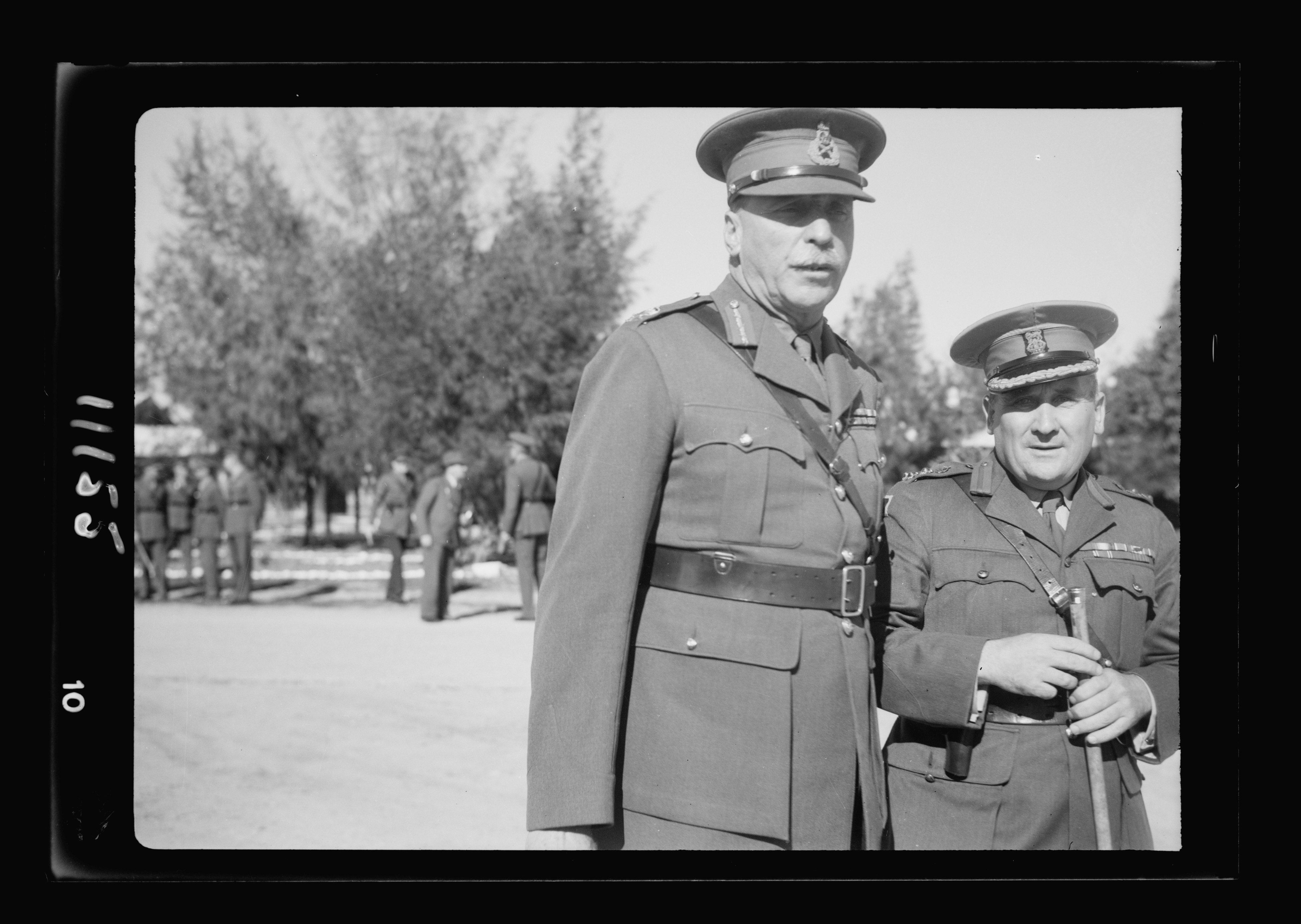
Generalleutnant Michael Barker (rechts) als Kommandeur der britischen Streitkräfte in Palästina und Transjordanien mit Brigadier Arthur Samuel Allen (Februar 1940).

Michael George Henry Barker wurde am 14. Juli 1939 zum Generalleutnant (Lieutenant-General) befördert, wobei die Beförderung auf den 28. Juni 1938 zurückdatiert wurde. Im Anschluss übernahm er am 14. Juli 1939 von Generalleutnant Robert Haining den Posten als Kommandeur der britischen Streitkräfte in Palästina und Transjordanien (General Officer Commanding, British Forces in Palestine and Transjordan) und behielt diese Funktion auch nach Beginn des Zweiten Weltkrieges bis Februar 1940, woraufhin Generalleutnant George Giffard seine dortige Nachfolge antrat.
Nach seiner Rückkehr löste Generalleutnant Barker am 7. März 1940 Generalleutnant Sir Charles Broad als Oberkommandierender des Heereskommandos Aldershot (General Officer Commanding-in-Chief, Aldershot Command) ab und verblieb in dieser Funktion bis zum 21. April 1940, woraufhin Generalleutnant Sir Geoffrey Raikes seine Nachfolge antrat. Im Anschluss übernahm er am 22. April 1940 von Generalleutnant Sir John Dill in Frankreich den Posten als Kommandierender General des I. Korps (General Officer Commanding, I Corps). Er verblieb auf diesem Posten bis zum 7. Juni 1940 und wurde daraufhin von Generalleutnant Harold Alexander abgelöst, der bereits am 31. Mai 1940 kommissarisch das Kommando übernommen hatte. Nach seiner Rückkehr war er zwischen dem 16. und dem 25. Juni 1940 in einer Sonderverwendung Oberkommandierender des Heereskommandos Aldershot und befand sich daraufhin vom 7. August 1940 bis zum 15. August 1941 zur besonderen Verfügung. Am 20. Dezember 1940 wurde er für Operationen in Frankreich am 3. Juni 1940 noch einmal im Kriegsbericht erwähnt.
Am 15. August 1941 schied Michael Barker aus gesundheitlichen Gründen aus dem aktiven Militärdienst und wurde daraufhin in die Heeresoffiziersreserve (Regular Army Reserve of Officers) versetzt. Als solcher war er zwischen 1941 und 1942 stellvertretender Regionalkommandeur für die Zivilverteidigung in London (Deputy Regional Commander for Civil Defence, London). Mit Erreichen der Altersgrenze von 62 Jahren schied er am 15. Oktober 1946 aus der Heeresreserve aus und trat in den Ruhestand. Vier Monate zuvor wurde er am 3. Juni 1946 Deputy Lieutenant (DL) der Grafschaft Essex.
Aus seiner am 3. Oktober 1914 geschlossenen Ehe mit Barbara Maude Bentall (1892–1981), jüngste Tochter von Edmund Ernest Bentall und Maude Alice Miller, ging ein Sohn hervor.